# Udo Knorr
Udo Knorr (* 20. April 1887 in Würzburg; † 10. Juli 1960 in München) war ein deutscher Maschinenbauer.
Er studierte an der TH München bei Leo Kadrnozka und Walther von Dyck, der sich seit Anfang der 1890er Jahre mit Integraphen beschäftigte. Am 13. Januar 1922 promovierte Knorr mit der Arbeit Über einen Integraphen zur mechanischen Integration einer sehr allgemeinen Gruppe von Differentialgleichungen. Er hatte hierbei das Konstruktionsprinzip Schraube mit veränderlicher Steigung von Bruno Abdank-Abakanowicz aufgegriffen.
Er war nach dem Ersten Weltkrieg bei der Obersten Baubehörde Münchens angestellt. Um 1920 hatte er seinen Fahrdiagraphen (Integrieranlage, um die Fahrgeschwindigkeit und die Fahrzeit eines Zuges längs der Fahrstrecke in Abhängigkeit vom Streckenprofil zu bestimmen) patentiert und ließ ihn von den feinmechanischen Werkstätten Stärzl bauen. Der Fahrdiagraph fand relativ weite Verbreitung, da damals die Fahrzeiten von Zügen fahrdynamisch sehr häufig graphisch ermittelt wurden.
Udo Knorr gehörte dem Verein Deutscher Ingenieure (VDI) mit der Mitgliedsnummer 12103 an und war im Bezirksverein München, Ober- und Niederbayern des VDI aktiv.

## Patente
- DRP 340239: Analogrechner mit elektromagnetischer Kompensation der Reibungsverluste: U. Knorr